# Lasse Anrell
Ej att förväxla med Lars Arnell.

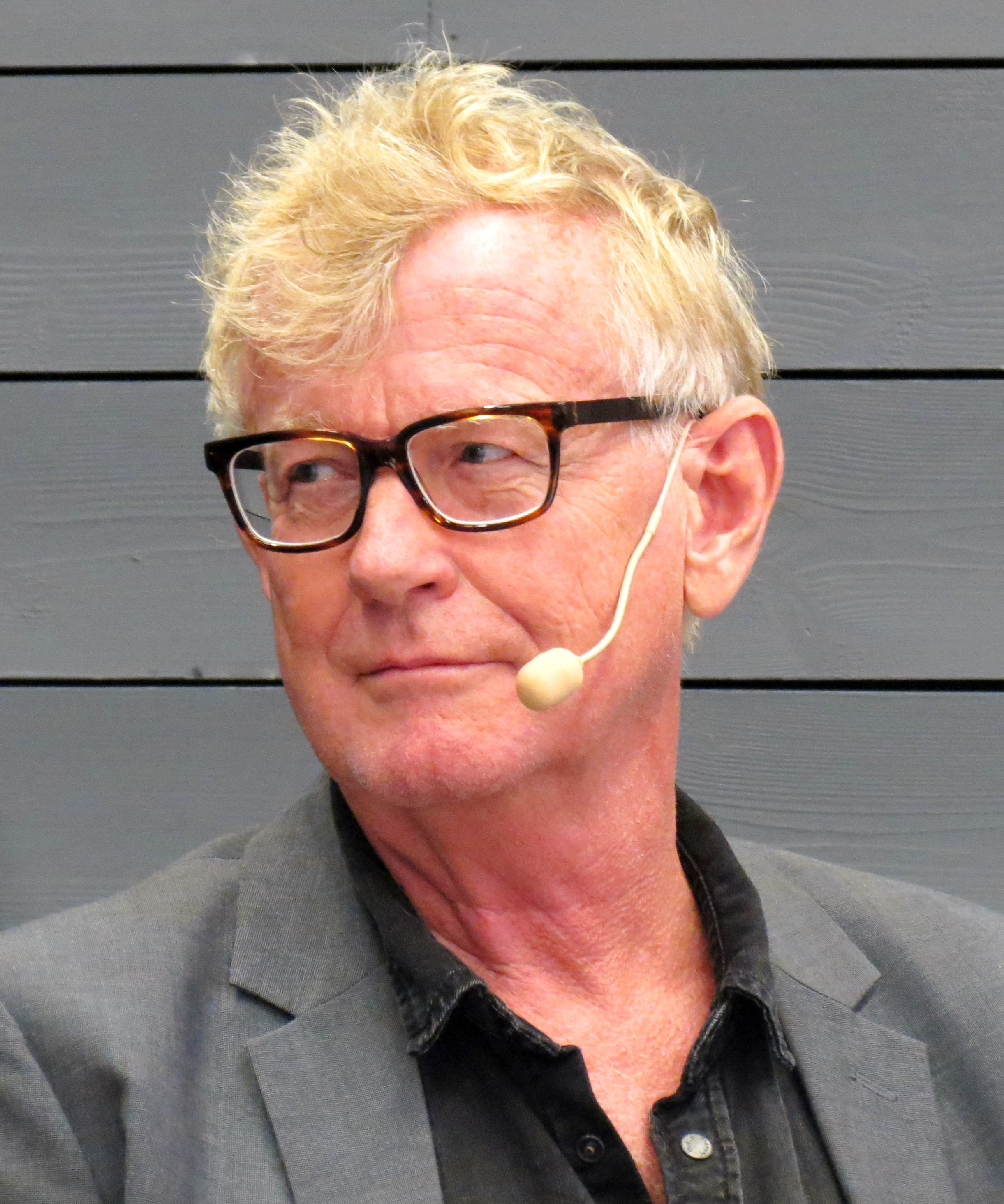
Lasse Anrell i september 2017.

Lars Erik (Lasse) Anrell, född 5 april 1953 i Stockholm, är en svensk journalist och författare. 
Anrell, som framför allt varit verksam som sportjournalist och sportkrönikör, arbetade på Aftonbladet 1979–1992 och 1995–2012. Varje söndag hade han inslagen Lika som bär, som visar kända personer som är lika varandra, och Floskeltoppen i Aftonbladets bilaga Sportbladet. Han började 2013 som krönikör på Nya Wermlands-Tidningen. År 2014 återkom han tillfälligt till Aftonbladet som frilansande OS-krönikör i samband med Olympiska vinterspelen 2014.
Anrell har även varit verksam hos TV4 och suttit i juryn till Sikta mot stjärnorna.
Många av Anrells kåserier har även utgivits i bokform. Han har också skrivit flera barnböcker.